# Stulen identitet
Stulen identitet är en brittisk thrillerserie i sex delar från 2010.

## Handling
Det brittiska immigrationsverket registrerar att en kvinna kommer in i landet, trots att hon uppges ha mördats i Australien. 

## Skådespelare
- Aidan Gillen
- Keeley Hawes
- Holly Aird
- Elyes Gabel
- Shaun Parkes
- Adile Kemal